# Stéphane Bré
Stéphane Bré (Saint-Brieuc, 1966. március 29. –) francia nemzetközi labdarúgó-játékvezető. Polgári foglalkozása rendőr.

## Pályafutása

### Nemzeti játékvezetés
1992-ben lett az I. Liga játékvezetője. Az aktív nemzeti játékvezetéstől 2011-ben vonult vissza. Első ligás mérkőzéseinek száma: 170.

### Nemzetközi játékvezetés
A Francia labdarúgó-szövetség (FFF) Játékvezető Bizottsága (JB) terjesztette fel nemzetközi játékvezetőnek, a Nemzetközi Labdarúgó-szövetség (FIFA) 1998-tól tartotta nyilván bírói keretében. Több nemzetek közötti válogatott és klubmérkőzést vezetett. A francia nemzetközi játékvezetők rangsorában, a világbajnokság-Európa-bajnokság sorrendjében többedmagával a 19. helyet foglalja el 4 találkozó szolgálatával. Az aktív nemzetközi játékvezetéstől 2010-ben, a FIFA 45 éves korhatárát elérve búcsúzott. Válogatott mérkőzéseinek száma: 10.

#### Világbajnokság
A világbajnoki döntőhöz vezető úton Dél-Koreába és Japánba a XVII., a 2002-es labdarúgó-világbajnokságra a FIFA JB bíróként alkalmazta.

##### Selejtező mérkőzés
| Időpont             | Helyszín                    | Mérkőzés típusa           | Mérkőzés     | Eredmény | Nézők száma |
| ------------------- | --------------------------- | ------------------------- | ------------ | -------- | ----------- |
| 2000. szeptember 2. | Laugardalsvöllur, Reykjavík | előselejtező (3. csoport) | Izland–Dánia | 1 : 2    | 7 230       |

#### Európa-bajnokság
Az európai-labdarúgó torna döntőjéhez vezető úton Belgiumba és Hollandiába a XI., a 2000-es labdarúgó-Európa-bajnokságra és Portugáliába a XII., a 2004-es labdarúgó-Európa-bajnokságra az UEFA JB játékvezetőként foglalkoztatta.

##### 2000-es labdarúgó-Európa-bajnokság

###### Selejtező mérkőzés
| Időpont           | Helyszín                      | Mérkőzés típusa           | Mérkőzés                  | Eredmény | Nézők száma |
| ----------------- | ----------------------------- | ------------------------- | ------------------------- | -------- | ----------- |
| 1998. október 10. | Tofik Bahramov Stadion, Baku  | előselejtező (7. csoport) | Azerbajdzsán–Magyarország | 0 : 4    | 7 500       |
| 1999. október 9.  | Hampden Park Stadion, Glasgow | előselejtező (9. csoport) | Skócia–Litvánia           | 3 : 0    | 22 059      |

##### 2004-es labdarúgó-Európa-bajnokság

###### Selejtező mérkőzés
| Időpont             | Helyszín                     | Mérkőzés típusa           | Mérkőzés                   | Eredmény | Nézők száma |
| ------------------- | ---------------------------- | ------------------------- | -------------------------- | -------- | ----------- |
| 2003. szeptember 6. | Bilino Polje Stadion, Zenica | előselejtező (2. csoport) | Bosznia-Hercegovina–Norvég | 1 : 0    | 18 000      |

#### Északi Kupa
| Időpont             | Helyszín                    | Mérkőzés típusa | Mérkőzés     | Eredmény | Nézők száma |
| ------------------- | --------------------------- | --------------- | ------------ | -------- | ----------- |
| 2000. szeptember 2. | Laugardalsvöllur, Reykjavík | csoportmérkőzés | Izland–Dánia | 1 : 2    | 7 092       |

#### Olimpia
A 2000. évi nyári olimpiai játékok labdarúgó tornáján a FIFA JB játékvezetői feladatokkal bízta meg.
| Időpont              | Helyszín                   | Mérkőzés típusa              | Mérkőzés         | Eredmény | Nézők száma |
| -------------------- | -------------------------- | ---------------------------- | ---------------- | -------- | ----------- |
| 2000. szeptember 14. | Bruce Stadion, Canberra    | csoportmérkőzés (D. csoport) | Dél-Afrika–Japán | 1 : 2    | 17 500      |
| 2000. szeptember 20. | Cricket Stadion, Brisbane  | csoportmérkőzés (D. csoport) | Brazília–Japán   | 1 : 0    | 36 608      |
| 2000. szeptember 26. | Cricket Stadion, Melbourne | egyik elődöntő               | Chile–Kamerun    | 1 : 2    | 64 338      |